# Журавлёв, Алексей Александрович
Алексе́й Алекса́ндрович Журавлёв (род. 30 июня 1962, Воронеж) — российский политик. Депутат Государственной думы Федерального собрания Российской Федерации VI, VII и VIII созывов с 21 декабря 2011 года. Первый заместитель председателя комитета Государственной думы по обороне. Председатель Всероссийской политической партии «Родина», член фракции ЛДПР (2021).
Из-за вторжения России на Украину, находится под санкциями Евросоюза, США, Великобритании и ряда других стран.

## Образование
- В 1984 году окончил Воронежский политехнический институт по специальности «Физика металлов».
- В 2004 году окончил Российскую академию государственной службы при Президенте РФ.

## Биография

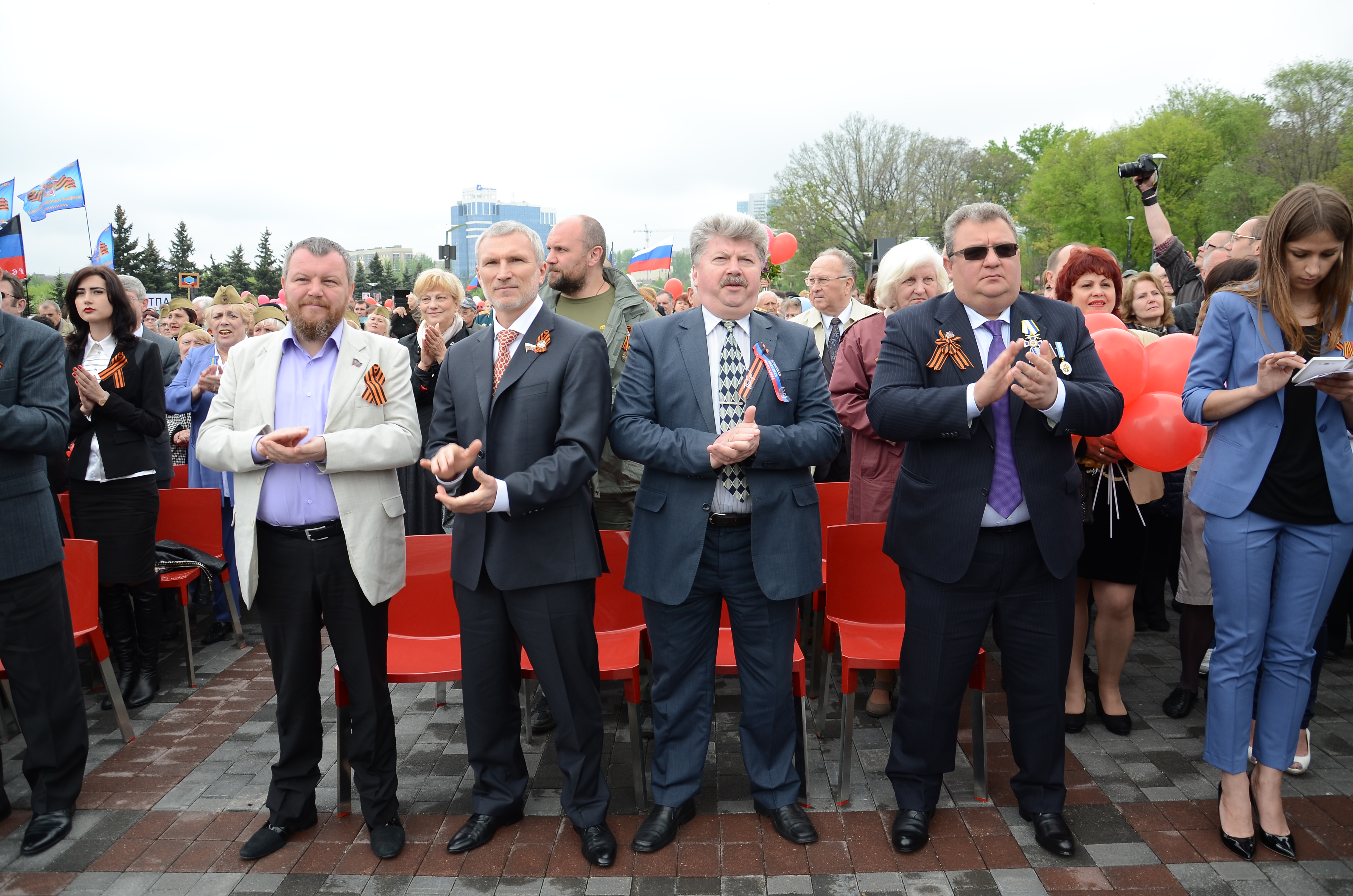
Алексей Журавлёв на праздновании 70-летия Победы в Великой Отечественной войне. Донецк, 9 мая 2015 года

В 1984 году после окончания Воронежского политехнического института, по распределению райкома комсомола ВЛКСМ, был направлен по специальности мастером в Конструкторское бюро химавтоматики.
В 1984—1990 годах — мастер, инженер-технолог, секретарь комитета ВЛКСМ в Конструкторском бюро химавтоматики. В 1991 году являлся вторым секретарём Воронежского горкома ВЛКСМ, заведующим экономическим отделом Воронежского обкома ВЛКСМ.
В 1995—1996 годах — специалист информационно-аналитического отдела Администрации города Воронеж.
В 1996—1999 годах Журавлёв являлся председателем межрегиональной общественной организации «Русская община».
С 1991 по 2001 годы — заместитель председателя Общероссийской общественно-политической организации «Конгресс русских общин».
В 2001—2004 годах Журавлёв являлся полномочным представителем губернатора Владимира Кулакова в Воронежской областной думе, первым заместителем руководителя аппарата—начальником главного управления государственной службы правительства Воронежской области.
В 2003—2004 годах — руководитель исполкома и предвыборного штаба Воронежского отделения «Единой России», параллельно курировал работу штаба блока «Родина».
В 2004—2006 годах — заместитель руководителя аппарата фракции партии «Родина» в Госдуме IV созыва, после объединения партии «Родина», партии Пенсионеров и партии Жизни в «Справедливую Россию».
В 2006—2007 годах Журавлёв был начальником управления по региональному партийному строительству центрального исполнительного аппарата партии «Справедливая Россия».
В 2006—2007 годах Журавлёв принимал участие в подготовке к созданию партии «Великая Россия» под руководством Дмитрия Рогозина. После выхода из «Справедливой России», на парламентских выборах 2007 года, был включён в партийный список кандидатом в депутаты партии «Патриоты России» от Воронежской области, но партия не смогла преодолеть установленный законом 7 % избирательный барьер.
С 2009 года по 2011 год состоял советником губернатора Воронежской области Алексея Гордеева.
В сентябре 2011 года Журавлёв был избран председателем Общероссийской общественной организации «Родина—Конгресс русских общин».
В 2011 году, по результатам праймериз от Общероссийского народного фронта по партийным спискам ВПП «Единой России» от Воронежской области, был избран депутатом Государственной думы VI созыва. В Госдуме вошёл в состав комитета по обороне.
29 сентября 2012 года, на учредительном съезде оргкомитета партии «Родина» Журавлёв был избран её председателем, при этом сохранив своё членство во фракции «Единой России» в Государственной думе. Партия была восстановлена на базе Общероссийской общественно-политической организации «Родина—Конгресс русских общин», на базе которой также было создано «Добровольческое движение особого назначения» (ДОН) председателем и секретарём Президиума которых является Алексей Журавлёв.
В октябре 2012 года на совместной пресс-конференции на правах председателя партии «Родина» Журавлёв, по инициативе председателя Российской партии пенсионеров за справедливость Игоря Зотова вместе объявили о выходе из партии «Справедливая Россия», публично разорвав ранее подписанный договор. При этом юридически обе партии не имеют никакого отношения к партиям учредителей, которые прекратили своё существование в 2006 году и на их месте в 2012 году юридически были образованы новые партии, используя их символику и устав. Так партия Родина на момент разрыва отношений, не была даже зарегистрирована Минюстом, получив регистрацию только 21 декабря 2012 года.
В 2016 году Алексей Журавлёв был избран депутатом Госдумы VII созыва от 89-го одномандатного Аннинского избирательного округа (Воронежская область). Депутат не вошёл ни в одну из фракций в Думе. Является членом комитета Госдумы по международным делам.
В 2021 году Алексей Журавлёв был избран депутатом Госдумы VIII созыва от Тамбовского одномандатного избирательного округа № 177. 11 октября 2021 года вошёл во фракцию ЛДПР. С октября 2021 года, первый заместитель председателя комитета Государственной Думы по обороне, член комиссии Государственной Думы по рассмотрению расходов федерального бюджета, направленных на обеспечение национальной обороны, национальной безопасности и правоохранительной деятельности.
Воинское звание — капитан.

## Депутатская деятельность
В сентябре 2013 года Журавлёв внёс на рассмотрение Госдумы законопроект о лишении гомосексуалов родительских прав. Докладчик ПАСЕ по правам ЛГБТ Х. Хаугли расценил эту инициативу как проявление гомофобной пропаганды, противоречащее международным обязательствам России.
В конце сентября 2013 года депутат предложил лишать детей мигрантов, которые не могут доказать, что платят налоги, права на бесплатное дошкольное и среднее образование. В Общественной палате РФ законопроект назвали «существенно ограничивающим права целого ряда иностранных граждан и их детей». Кроме того, законопроект противоречит международным обязательствам Российской Федерации: Конвенция ЮНЕСКО о борьбе с дискриминацией в области образования 1960 года предусматривает, что государства обязуются предоставлять иностранным гражданам, проживающим на их территории, такой же доступ к образованию, что и своим гражданам.
3 декабря 2013 года состоялся конфликт с другим депутатом-единоросом Адамом Делимхановым в здании Государственной думы. В результате нападения потерял 2 зуба и очутился в больнице некий знакомый Журавлева.
22 июня 2015 года депутат Журавлёв предложил маркировать товары компаний, сотрудничавших с фашистскими режимами Германии и Италии. Сам депутат демонстративно заявил об отказе пользоваться личным автомобилем марки Mercedes, пересев на служебную машину, марка которой не уточняется.
В 2015 году являлся инициатором законопроекта о запрете на «заключение брака между лицами одного пола (определяемого при рождении), в том числе в случаях изменения пола одним из лиц, вступающих в брак)». Данный законопроект вызвал вопросы у части депутатов, входящих в состав комитета Госдумы по вопросам семьи, женщин и детей, в том числе и в том моменте, что у сотрудника ЗАГСа нет полномочий проверять пол тех лиц, которые хотят пожениться.
Инициатор ущемления с 2014 года в правах не отслуживших до 27 лет в армии молодых людей (Федеральный закон «О внесении изменений в отдельные законодательные акты Российской Федерации в части реализации мер по повышению престижа и привлекательности военной службы по призыву» от 02.07.2013 N 170-ФЗ). Его инициативы: «Мы будем предлагать поправки, что если он является уклонистом и до 27 лет не пожелал отслужить в армии по неуважительным причинам, естественно, он должен быть ущемлен в правах. Он не должен иметь возможности поступить на муниципальную или государственную службу, на любую должность, он обязан платить некий пожизненный налог на армию, пусть это будет небольшой налог, но пожизненный. И человек будет понимать, что он до конца жизни является уклонистом и платит за это». При этом сам Журавлев срочную службу в Советской армии не проходил.
В 2020 году внёс в Госдуму проект закона, аннулирующий постановление Съезда народных депутатов СССР 1989 года, осудившее пакт Молотова — Риббентропа (был подписан в августе 1939 года перед нападением Гитлера на Польшу и началом Второй мировой войны).
В 2020 году Журавлев обратился в Генеральную прокуратуру с требованием провести проверку сети ресторанов японской кухни «Тануки», так как депутат усмотрел в использовании ЛГБТ-символики возможность «нанести вред здоровью и развитию несовершеннолетних».
В 2022 году Алексей Журавлев поддержал вторжение России на Украину, что привело к выходу из его партии некоторых членов, которые не согласились с его оскорблениями в адрес украинцев.
23 июня 2022 года, управляя мотоциклом марки BMW, попал в аварию на Кутузовском проспекте.
Постоянный участник общественно-политических телепрограмм на российский государственных каналах («60 минут», «Время покажет». Ведет свой телеграм-канал https://t.me/DeputatZhuravlev
В ноябре 2023 года Журавлев анонсировал законопроект о «восточноукраинском гектаре». Готовящийся документ предполагает бесплатное наделение граждан земельными участками на Донбассе, в Херсонской и Запорожской областях – по аналогии с «дальневосточным» и «арктическим» гектарами. Однако претендовать на них, по замыслу депутата, смогут только те, кто «непосредственно принимал участие в их освобождении»

## Скандалы
С 1991 по 1995 являлся одним из лидеров («Мастером») организации Союза Кулачных Бойцов России (СКБР). Основными задачами организации декларировались занятия единоборствами и «духовное возрождение». Фактически адепты СКБР незаконно эксплуатировались на стройках, в коммерции, на подсобных работах. По утверждению самого Журавлёва, он в течение многих лет занимался восточными единоборствами.
В декабре 2013 года в здании Государственной думы подрался с другим депутатом-единороссом, А. С. Делимхановым. Причиной конфликта стал памятник чеченским женщинам села Дади-Юрт, которое было уничтожено 14 сентября 1819 года в ходе одной из военных экспедиций генерала А. П. Ермолова. Согласно местному историческому преданию, чеченские женщины, взятые в плен, при переходе через Терек бросились в реку, увлекая за собой солдат-конвоиров. Журавлёв обратился в Генеральную прокуратуру России с запросом на проведение проверки законности установки памятника на месте уничтоженного Ермоловым селения, утверждая, что открытие памятника чеченским женщинам, погибшим при сопротивлении российской армии, «было воспринято как открытое прославление убийц русских солдат» и «даёт почву для взращивания экстремизма и сепаратистских настроений». Это возмутило депутата Делимханова и привело к драке.
В ходе программы «60 минут» Журавлёв утверждал, что в Дании есть бордель для зоофилов, где можно насиловать черепах. Во время вторжения России на Украину в эфире программы «60 минут» призвал физически уничтожить два миллиона граждан Украины и пригрозил убить военного корреспондента немецкого Bild в Украине Бьёрна Штритцеля (в партии ЛДПР в специальном заявлении назвали последнее «частным мнением, которое не совпадает с позицией руководства» и «не нашим методом» обещание депутата Алексея Журавлёва убить журналиста немецкого издания Bild. Также там подчеркнули, что политик «сам изъявил желание присоединиться к фракции исходя из близости патриотических позиций, но в полноценную деятельность так и не влился», и «все его действия и заявления будут обсуждаться на ближайшем собрании в сентябре»).

## Санкции
23 февраля 2022 года, на фоне вторжения России на Украину, включён в санкционный список стран Евросоюза, так как «поддерживал и проводил действия и политику, которые подрывают территориальную целостность, суверенитет и независимость Украины, которые еще больше дестабилизируют Украину».
24 февраля 2022 года включён в санкционный список Канады «близких соратников режима» за голосование о признании независимости «так называемых республик в Донецке и Луганске».
24 марта 2022 года включён в санкционный список США за «соучастие в войне Путина», по данным Госдепа США депутаты Госдумы используют свои полномочия для преследования инакомыслящих и политических оппонентов, нарушают свободу информации, ограничивают права человека и основные свободы граждан России.
По аналогичным основаниям, включён в санкционные списки Великобритании, Швейцарии, Австралии, Украины, Японии и Новой Зеландии.

## Семья
Разведён. Дочь Надежда Латшенбергер. Живёт в Москве.

## Награды
- Лауреат государственного конкурса Приднестровской Молдавской Республики «Человек года-2013» в номинации «Поддержка соотечественников»[50].
- Орден Дружбы (ПМР) (2014) — За заслуги в области развития дружбы и сотрудничества между Российской Федерацией и Приднестровской Молдавской Республикой[51].
- Орден Республики Крым «За верность долгу» (13 марта 2015) — за мужество, патриотизм, активную общественно-политическую деятельность, личный вклад в укрепление единства, развитие и процветание Республики Крым и в связи с Днём воссоединения Крыма с Россией[52].
- Медаль «Участнику военной операции в Сирии» (2016)[53]
- Медаль «В ознаменование 10-летия возвращения Севастополя в Россию» (10 июня 2024) — за личный вклад в возвращение города Севастополя в Россию
- Благодарность Правительства Российской Федерации (16 декабря 2019 года) — за большой вклад в развитие российского парламентаризма и активную законотворческую деятельность[54]